# Acacia simsii
Acacia simsii é uma espécie de leguminosa do gênero Acacia, pertencente à família Fabaceae.